# Medni Rid
Medni Rid (bulgariska: Медни Рид) är en ås i Bulgarien.   Den ligger i regionen Burgas, i den östra delen av landet, 400 km öster om huvudstaden Sofia.
I omgivningarna runt Medni Rid växer i huvudsak lövfällande lövskog. Runt Medni Rid är det ganska glesbefolkat, med 26 invånare per kvadratkilometer.